# 삼천포중앙여자중학교
삼천포중앙여자중학교(三千浦中央女子中學校)는 대한민국 경상남도 사천시 벌리동에 있는 공립 중학교이다.

## 학교 연혁
- 1981년 12월 31일 : 학교 설립 인가
- 1982년 3월 10일 : 개교 및 제1회 입학식
- 2012년 9월 1일 : 교육부지정 국악 오케스트라 운영학교
- 2013년 3월 1일 : 선진형 교과교실제 운영
- 2020년 9월 1일 : 제14대 이행숙 교장 부임
- 2023년 1월 6일 : 제39회 졸업식(졸업생 85명, 졸업생 누계 8,364명)
- 2023년 3월 2일 : 제42회 입학식(신입생 84명)

## 참고 자료
- 삼천포중앙여자중학교 - 한국교육학술정보원 학교알리미